# پایساک
پایساک (به صربی: Pajsak) یک منطقهٔ مسکونی در صربستان است که در Trstenik واقع شده‌است. پایساک ۸۴ نفر جمعیت دارد.